# Arthur Krupp

Arthur Krupp, um 1900

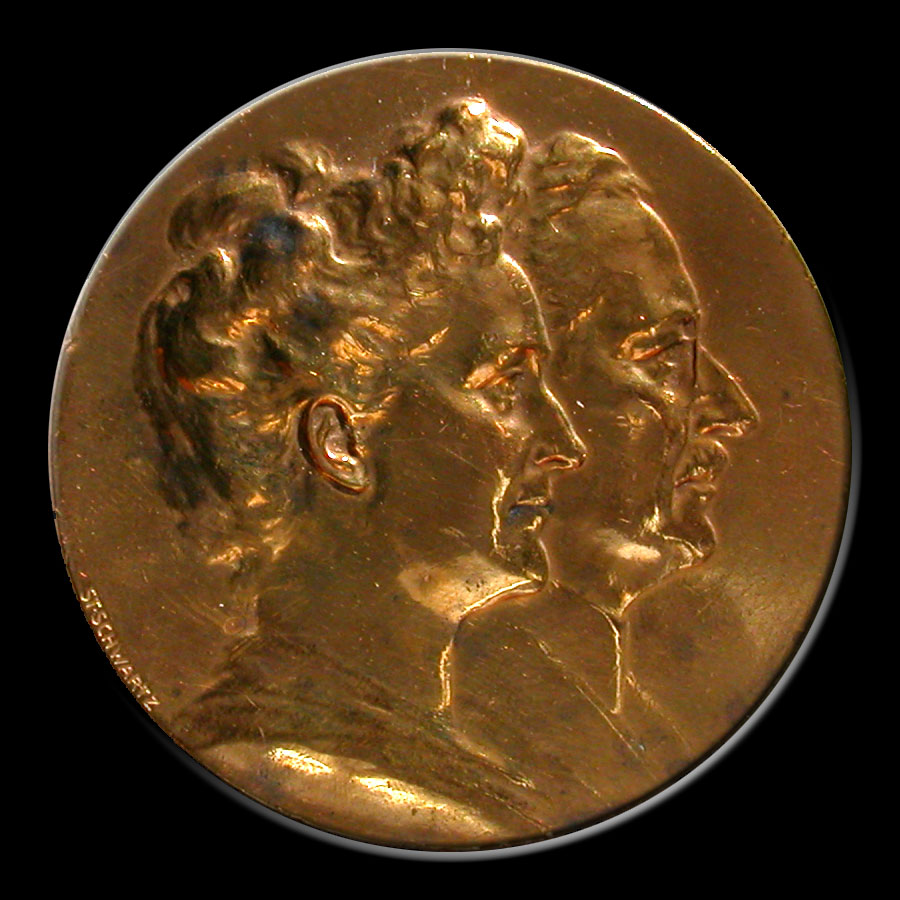
Arthur und Margret Krupp

Arthur Krupp (* 31. Mai 1856 in Wien; † 21. April 1938 in Berndorf in Niederösterreich) war ein österreichischer Industrieller aus der Familie Krupp.

## Leben
Arthur Krupp ist in Berndorf als Sohn in der Industriellenfamilie von Hermann Krupp aufgewachsen. Er wurde sehr religiös und konservativ erzogen. Sein Interesse galt sowohl der Technik als auch dem Kaufmännischen. Er besuchte das Akademische Gymnasium in Wien, war aber auch einige Jahre in einem Internat in Dresden. Schon als Junge war er viel mit seinem Vater in der Berndorfer Metallwarenfabrik, die Hermann Krupp mit seinem Partner Alexander von Schoeller gründete und betrieb. Arthur Krupp studierte am Polytechnikum Zürich sowie der Technischen Hochschule in Berlin. Seit 1872 gehörte er der Burschenschaft Teutonia Zürich an.
Auf seine Anregung hin wurde bereits 1874 ein erster elektrischer Generator von Zénobe Gramme für die Galvanisierung von Bestecken angeschafft. Als ältester erhaltener Generator in Österreich findet sich dieser heute in der Sammlung des Technischen Museum Wien.
Als seine Eltern 1879 starben und sich Schoeller nicht ausreichend um die Firma kümmerte, übernahm er mit 23 Jahren auf Wunsch der Familie die Leitung. Er baute die Werke in den folgenden Jahren aus und errichtete u. a. im Jahr 1883 ein Walzwerk in Lilienfeld. 1884 folgte die Produktion von Kochgeschirr aus Nickel als eine Neuheit und 1888 wird die Produktion von Munition aufgenommen. 1889 entwickelte er eine neue Form des Metallguss und übernahm schließlich im folgenden Jahr die alleinige Leitung der Firma.
Der Aufstieg des Unternehmens gründete auf der Erzeugung von Löffeln und Gabeln. Aus Alpacca stellte er verhältnismäßig billig verschiedenste Arten von Essbesteck her. Mit dem silberähnlichen Besteck zählte das Gastgewerbe, Bahngesellschaften und Schifffahrtslinien zu seinen Kunden. Aber auch für Kaiserin Elisabeth wurden Essbestecke hergestellt, die mit einem Delfin verziert waren und Verwendung im Achilleion auf Korfu fanden. 1896 übernahm er die k. k. Kunsterzgießerei in Wien und verlegte den Betrieb 1908 nach Berndorf, sie stellte vor allem Statuen und Denkmäler aus Metallguss her.
Von seinem Privatleben ist zumindest soviel bekannt, dass ihn eine enge Freundschaft mit Adolph Freiherr von Pittel verband, anlässlich dessen Todes er bekundete, in diesem seinen besten Freund verloren zu haben. Verheiratet war er mit Margret geborene Rudolph (1858–1920). Mit Margret Krupp hatte er nur eine Tochter, die aber bereits im Alter von neun Tagen starb.
Im Jahr 1892 legten er und seine Frau die deutsche Staatsbürgerschaft ab und nahmen stattdessen die österreichische an. So war es Krupp auch möglich, im Herrenhaus des Reichsrates als Abgeordneter die Industrie zu vertreten. In der Zeit von 1905 bis 1916 war er auch Präsident des Industriellen Clubs, dem Vorläufer der Industriellenvereinigung. In diese Zeit fällt auf sein wesentliches Betreiben auch der Ausbau des damaligen Hafens Triests um die österreichische Außenwirtschaft zu stärken. Er saß in verschiedenen Aufsichtsräten und war u. a. Verwaltungsrat der Creditanstalt, Vizepräsident des Stabilimento Tecnico Triestino und der Österreichischen Schuckert-Werke. Als Kuratoriumspräsident hatte er großen Anteil an der Gründung und dem Aufbau des Technischen Museums Wien.
Durch seine weltweiten Geschäftsbeziehungen war er sehr viel im Ausland unterwegs und lernte die Welt kennen. 1913 wandelte er das Unternehmen in eine Aktiengesellschaft um und fungierte fortan als deren Präsident. Zur Erweiterung seiner Unternehmen erwarb er einen Braunkohlebergbau in Grillenberg sowie den Mitterberger Kupferbergbau, dessen Arthurstollen noch an ihn erinnert. Im Ersten Weltkrieg erzeugte er in seiner Fabrik Rüstungsgüter für die k.u.k Armee.

Werbung der Berndorfer Metallwarenfabrik aus dem Jahre 1906/1907

Da er auch Kaiser Franz Joseph sehr verehrte, suchte er ständig seinen Kontakt. 1897 reichte er den Antrag auf den k.u.k. Hoflieferantentitel ein, der ihm im gleichen Jahr genehmigt wurde, ein Jahr später erfolgte die Zuerkennung des Komturkreuzes des Franz-Joseph-Ordens, 1905 die Verleihung des Elisabeth-Ordens II. Klasse an seine Frau. Neben seinen Aufenthalten in Berndorf verbrachte er auch viel Zeit in der Walster bei Mariazell, wo er – wie seine Frau Margret – der Jagd frönte.
Er trat aber auch als Mäzen für überseeische Expeditionen auf. Eine seiner Eigenschaften war Toleranz anderen Kulturen gegenüber, aber auch in Glaubensfragen. So wurde er von Papst Pius X. zum Komtur des Gregoriusordens ernannt.
Auch in der Kunst konnte man seinen Konservatismus feststellen. Er hielt nichts von Architekten wie Adolf Loos oder anderen damals modernen Künstlern. Andererseits beschäftigte er einige Künstler, wie die Porträtmalerin Josefine Swoboda.
Nur ein halbes Jahr vor der Abdankung Kaiser Karls I. wurde Krupp zum Geheimen Rat ernannt, ein Titel, dessen Träger mit Exzellenz angesprochen wurde.
Nach dem Zerfall der Monarchie wurde die Art des Krupp’schen Unternehmertums von den aufkommenden Arbeiterbewegungen nicht immer positiv betrachtet. Wirtschaftliche Schwierigkeiten kamen hinzu. So zog sich Krupp langsam aus seinem Imperium zurück nach Wien und in die Natur an der Walster. 
Erst 1936 kehrte er nach Berndorf zurück, wo er 1938, wie er selbst noch auf seine Todesanzeige schrieb, reich an Erfolgen, wie an Kummer und Sorgen starb.

## Wirken

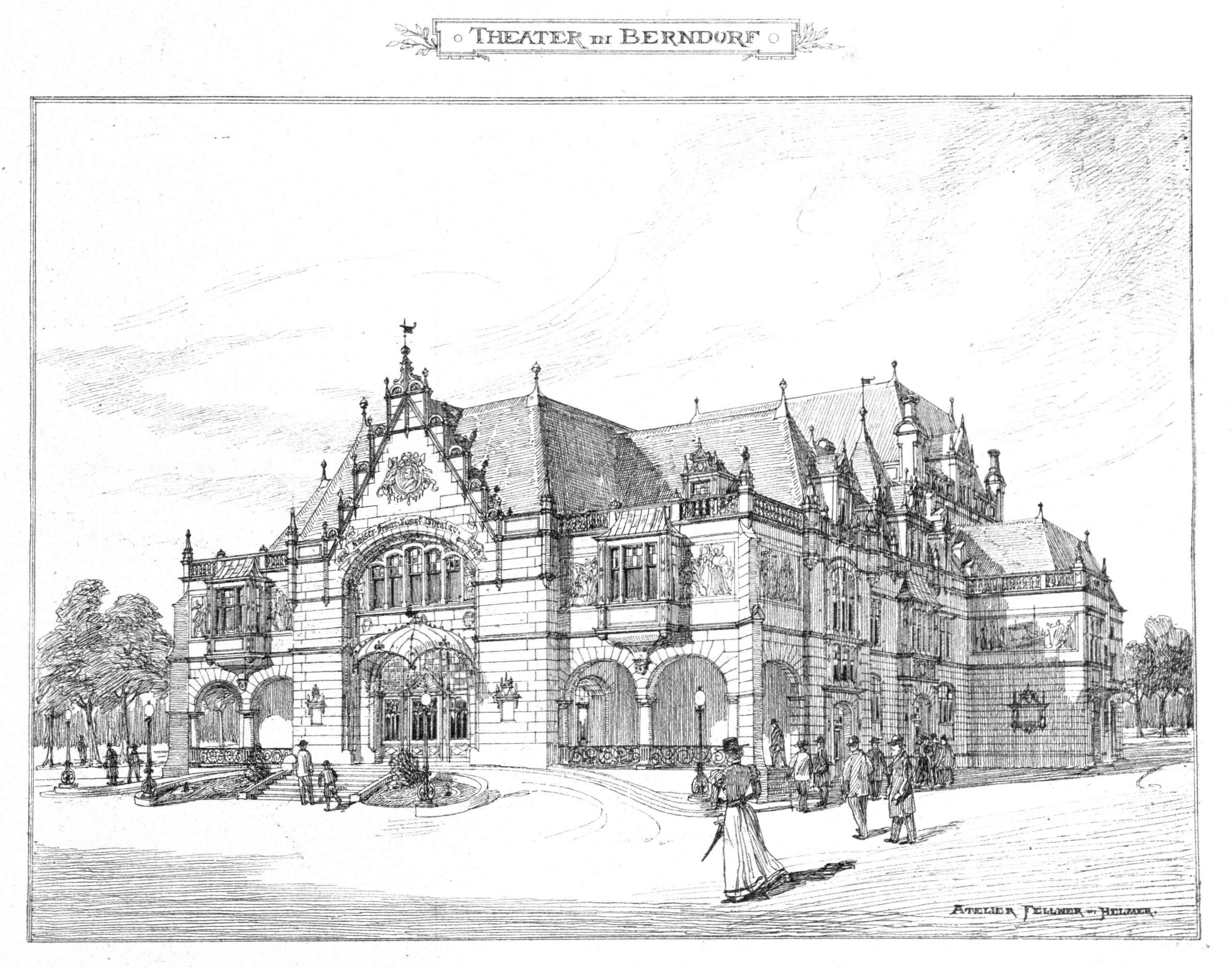
Architekturzeichnung des Stadttheaters (1898)

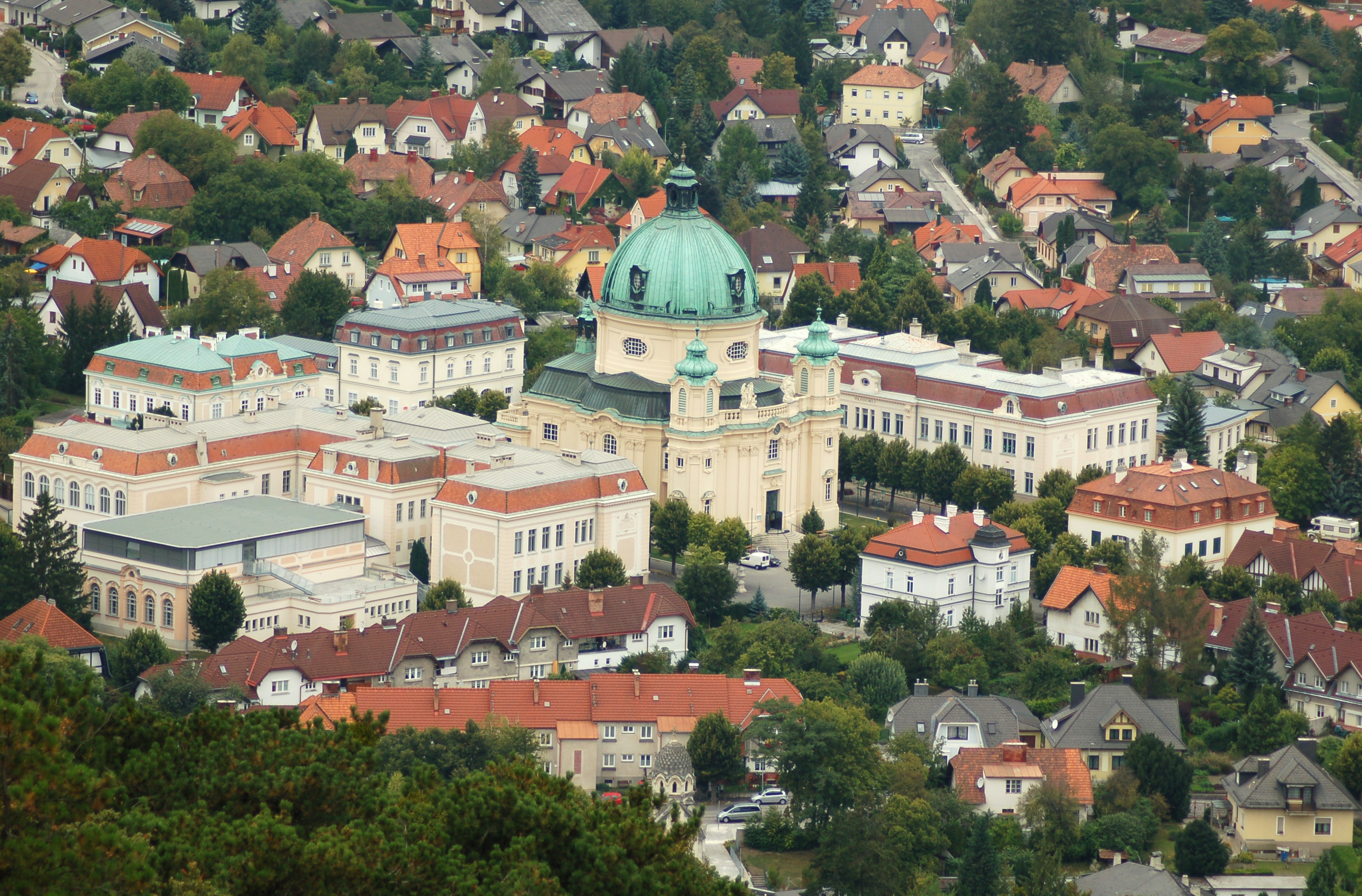
Die Margaretenkirche, flankiert von den beiden Schulgebäuden

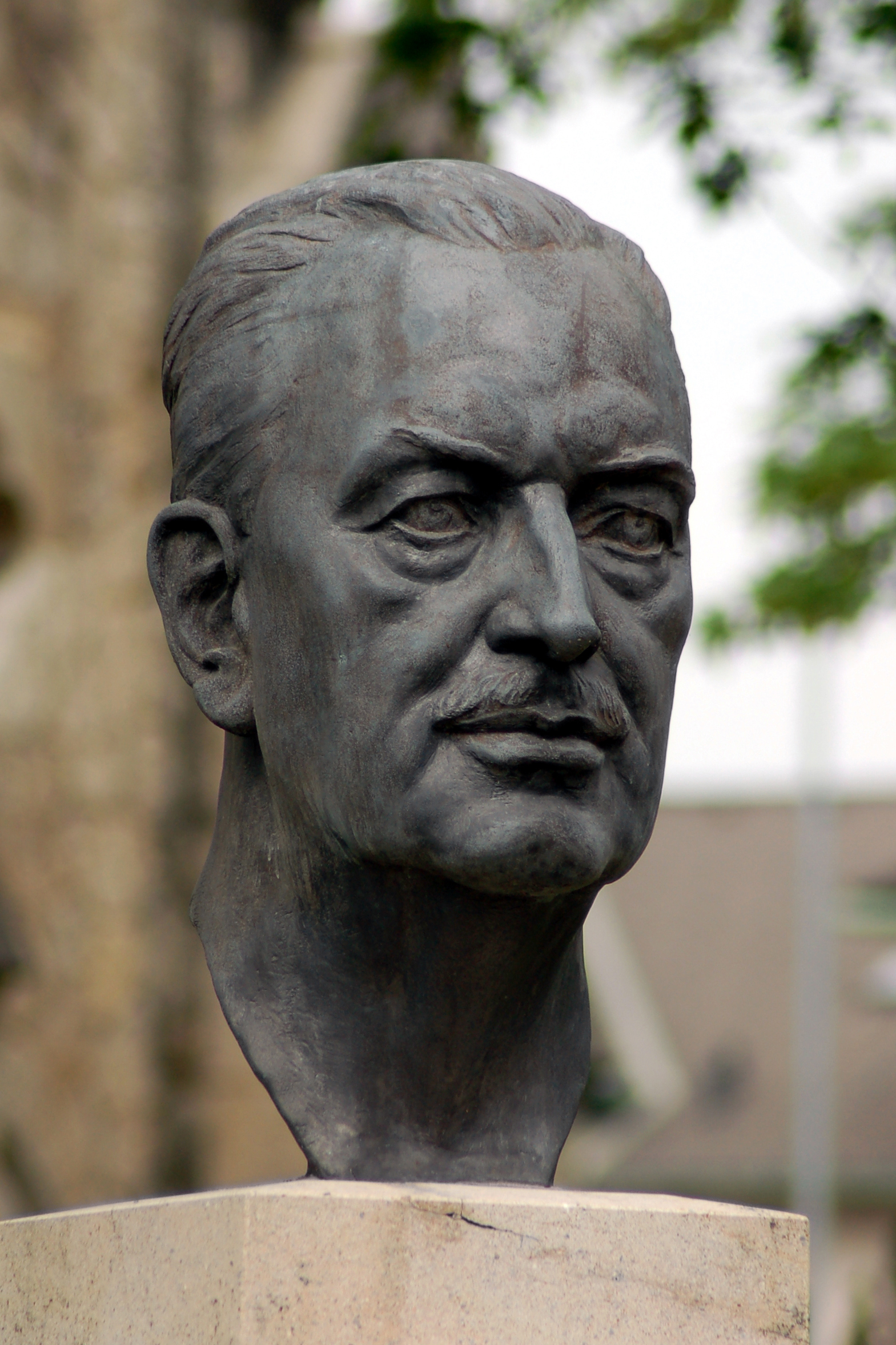
Arthur Krupp gewidmete Büste in Berndorf

Sein Leben und Wirken ist sehr eng mit dem ursprünglichen Dorf Berndorf verbunden und stand unter dem Wahlspruch Arbeit, Bildung und Friede.
Wuchs Berndorf bereits unter seinem Vater von 350 auf 2000 Bewohner, überholte Berndorf bald die nebenan liegende Marktgemeinde Pottenstein und hatte 1910 über 12.700 Einwohner.
Neben den Arbeitsplätzen, die Krupp den Berndorfern bot, kümmerte er sich auch um die Infrastruktur der werdenden Stadt. Viele Bauten wurden in seinem Auftrag und auf seine Kosten vom Architekten Ludwig Baumann erstellt. Im Stil einer Gartenstadt wurden viele Arbeiterhäuser, die auch mit günstigen Krediten als Eigentumswohnungen erworben werden konnten, gebaut. Auch ein Freibad, das im Winter als Natureisbahn diente, aber heute nicht mehr existiert, wurde errichtet.
Neben einer großzügig gestalteten eigenen Villa am Brand, die nach dem Zweiten Weltkrieg von Berndorfern in Brand gesteckt wurde, ließ er das erste Arbeitertheater der österreichisch-ungarischen Monarchie errichten, das heutige Stadttheater Berndorf, das zum 50-jährigen Thronjubiläum Franz Josephs 1897/98 als Kaiser-Franz-Joseph-Theater fertiggestellt wurde.
Für die mehrheitlich katholische Bevölkerung ließ der Protestant eine Kirche erbauen, die nach dem Namen seiner Gattin der hl. Margarete geweiht ist.
Ein großes Augenmerk legte er auf die Bildung. Da die Arbeiter nicht die Möglichkeit hatten, fremde Kulturen kennenzulernen, wollte er mittels der „Stilklassen“ in den von ihm konzipierten Berndorfer Schulen die verschiedenen Kulturen bereits den Kindern näher bringen. Jedes Klassenzimmer in diesen Schulen wurde dabei im Stil einer anderen historischen Epoche oder Zivilisation gestaltet. Auch für das tägliche Leben der Schüler wurde mit einer Zentralheizung und Duschen in damals fortschrittlicher Weise gesorgt.
Durch sein Streben, möglichst in der kleinen Gemeinschaft autark zu sein, wurden von ihm ein eigener Schlachthof und ein Konsumverein eingerichtet. Insgesamt investierte Krupp umgerechnet 100 Millionen Euro aus dem Privatvermögen sowie ebenso viel aus dem Firmenvermögen.
Neben seinem Besitz in Berndorf besaß Krupp ein – heute den österreichischen Bundesforsten gehörendes – Jagdanwesen im Tal der Walster bei Mariazell. Hier frönte er, gemeinsam mit seiner Frau, der Jagd und der Erholung in der Natur, empfing aber auch hohe Gäste wie Kaiser Franz Joseph I. (1910). Margarete Krupp ließ 1906 aus Anlass der Silberhochzeit für ihren Mann den Hubertussee anlegen, dessen Abschluss eine kleine Staumauer mit Elektrizitätswerk bildete. Dort ließ Arthur Krupp in den Folgejahren ein Ensemble von Kleindenkmälern errichten, das heute unter Denkmalschutz steht.